# Cordiluroides insularis
Cordiluroides insularis är en tvåvingeart som först beskrevs av Samuel Wendell Williston  1896.  Cordiluroides insularis ingår i släktet Cordiluroides och familjen husflugor. Inga underarter finns listade i Catalogue of Life.